# Roger (Maine)
Roger (auch Rotger; † 31. Oktober 900) war Graf von Maine von 886 bis 893 und von 895 bis 898. Er war vermutlich verheiratet mit Rothild (* wohl 871; † 929/929), einer Tochter Karls des Kahlen (Karolinger).
886, beim Tod des Grafen Gauzfried aus dem Haus der Rorgoniden, war dessen Sohn Gauzbert noch zu jung, um in einer derart wichtigen Grenzregion, wie Maine es vor allem gegenüber den Bretonen und den Normannen war, sein Nachfolger zu werden. Die Grafschaft wurde daher an Roger gegeben, der zu den Verbündeten des Robertiners Odo von Paris gehörte, der im gleichen Jahr Herr von Anjou und Touraine, im Jahr darauf Regent und wiederum ein Jahr später (888) selbst König von Frankreich wurde. Wenig später, um 890, heiratete Roger vermutlich eine Tochter Karls des Kahlen und damit in die (noch) königliche Familie ein.
In der Folgezeit stritten sich die Rorgoniden und die Robertiner um die Grafschaft. Gauzbert gelang es 893, Roger zu verdrängen, musste aber zwei Jahre später selbst weichen. Den gleichen Erfolg, aber ebenfalls nur für zwei Jahre, hatte dann 898 Gauzberts Bruder Gauzlin II.
Nach dem Tod Rogers im Jahr 900 wurde sein Sohn Hugo I. († 940), zu seinem Nachfolger ernannt. Es gilt als wahrscheinlich, dass Hugo später eine Tochter Gauzlins heiratete, um so dem Streit zwischen den Familien ein Ende zu setzen.
| Personendaten    | Personendaten   |
| ---------------- | --------------- |
| NAME             | Roger           |
| ALTERNATIVNAMEN  | Rotger          |
| KURZBESCHREIBUNG | Graf von Maine  |
| GEBURTSDATUM     | 9. Jahrhundert  |
| STERBEDATUM      | 31. Oktober 900 |